# Pongpipat Kamnuan
Pongpipat Kamnuan (thailändisch พงศ์พิพัฒน์ คำนวณ, * 19. März 1983 in Nakhon Phanom) ist ein ehemaliger thailändischer Fußballspieler.

## Karriere
Pongpipat Kamnuan stand von 2009 bis 2012 beim Singhtarua FC unter Vertrag. Wo er vorher gespielt hat, ist unbekannt. Mit Singhtaura gewann er 2009 den FA Cup. Der Verein aus der thailändischen Hauptstadt Bangkok spielte in der ersten Liga, der Thai Premier League. 2013 wechselte er zum Ligakonkurrenten Bangkok United. Für den Erstligisten absolvierte er elf Erstligaspiele. Die Saison 2014 stand er beim ebenfalls in der ersten Liga spielenden Samut Songkhram FC aus Samut Songkhram unter Vertrag. Für Samut stand er 17-mal in der ersten Liga auf dem Spielfeld. 2015 kehrte er zu seinem ehemaligen Verein Singhtarua FC, der sich mittlerweile in Port FC umbenannt hat, zurück. Ende 2015 musste er mit Port den Weg in die zweite Liga antreten. Hier spielte er noch ein halbes Jahr für Port. Die Rückserie spielte er für den Drittligisten Nakhon Phanom FC.
Ende 2016 beendete er seine Karriere als Fußballspieler.

## Erfolge
Singhtarua FC
- Thailändischer Pokalsieger: 2009